# Avec le temps, Dalida
Pour les articles homonymes, voir Avec le temps.
Avec le temps, Dalida est une pièce de théâtre italienne écrite par Pino Ammendola sur la vie de la grande chanteuse française d'origine italienne, Dalida, joué par Maria Letizia Gorga. Depuis sa création en 2005, la pièce a dépassé les 600 représentations en Italie et elle a été représentée en France, en Suisse,  en Serbie et en Tunisie.